# A Magyar Kultúra Lovagjai 2013
A Magyar Kultúra Lovagja 2013. évi kitüntetettjei

## Az Egyetemes Kultúra Lovagja
521.	 Prof. Gunter Berger (Lipcse, Németország) karvezető, „A zenekultúra nemzetközi ápolásáért”
522.	 Margit Miriċ (Draskovec, Horvátország) tanárnő, „A nemzetközi kapcsolatok ápolásáért”
523.	 Novák Milán (Pozsony, Szlovákia) zeneszerző, „A zenei élet fejlesztése érdekében kifejtett életművéért”
524.	 Bjørn Frode Østern (Bekkestua, Norvégia) diplomata, „A magyar-norvég kapcsolatok fejlesztéséért”

## A Magyar Kultúra Lovagja
525.	 Berkesi Sándor (Debrecen) karnagy, zeneszerző, „A zenei örökség érdekében kifejtett életművéért”
526.	 Bokor Balázs (Los-Angeles, USA-Budapest) diplomata, „A nemzetközi kulturális kapcsolatok ápolásáért”
527.	 Böjte Csaba (Déva, Románia) ferences rendi szerzetes, „Az ifjúság nevelése és a magyar kultúra ápolása érdekében kifejtett életművéért”
528.	 Csuta György (Békés) festőművész, „A kortárs képzőművészet fejlesztéséért”
529.	 Decsi Kiss János (Szálka) képzőművész, „A közművelődés és a kortárs művészetek fejlesztéséért”
530.	 Evva András (Naples, USA) mecénás, „A magyar kultúra külhoni támogatásáért”
531.	 Ékes László (Szekszárd) újságíró, „A kulturális örökség ápolásáért”
532.	 Fehér József (Hódmezővásárhely) író-költő, „A kortárs irodalom fejlesztéséért”
533.	 Frančič Tibor (Cserföld, Szlovénia) pedagógus, „A szlovén magyar kulturális kapcsolatok ápolásáért”
534.	 Garas Kálmán (Répcelak) fotóművész, „A közművelődés fejlesztéséért”
535.	 Gulyás Ferenc (Tárnok) népzenész, „A magyar népzene ápolásáért”
536.	 Gyifkó Gyula (Kistelek) szíjgyártó, nyerges, „A hagyományápolás érdekében kifejtett életművéért”
537.	 Haáz Sándor (Szentegyháza, Románia) karnagy, „A magyar kultúra határon túli ápolásáért”
538.	 Kerekes Miklós (Ajak) polgármester, „A település életminősége fejlesztéséért”
539.	 Kurtz Mária (Melbourne, Ausztrália, Budapest) pedagógus, „A magyar kultúra külföldi ápolásáért”
540.	 Dr. László Győző (Fonyód) jogász, „A közművelődés fejlesztéséért”
541.	 Molnár József (Budapest) festőművész, „A képzőművészeti ismeretek terjesztéséért”
542.	 Náznán Olga (Marosvásárhely, Románia) pedagógus, „A magyar kultúra határon túli ápolásáért”
543.	 Nyisztor Ilona (Pusztina, Románia) népdalénekes, pedagógus, művelődésszervező, „A csángómagyar kultúra ápolásáért”
544.	 Oláh Szilveszter (Káva) szobrászművész, „A kortárs képzőművészet fejlesztéséért”
545.	 Orbán Júlia (Sopron) pedagógus, népművelő, „A magyar nyelv példamutató ápolásáért”
546.	 Ö. Tóth Lajosné (Kisújszállás) nyugdíjas könyvtáros, „A közművelődés fejlesztéséért”
547.	 Dr. Pappné Farkas Gabriella (Dombóvár) szolfézs-zongora szakos tanár, „A magyar kultúra népi értékeinek ápolásáért”
548.	 Petraskó Tamás (Kisrozvágy) polgármester, „A kulturális örökség ápolásáért”
549.	 Punykó Mária (Beregszász, Ukrajna) pedagógus, „A magyar nyelvoktatás határon túli támogatásáért”
550.	 Dr. Timár Lajos (Veszprém) ny. egyetemi docens, „A nemzetközi kulturális kapcsolatok fejlesztéséért”
551.	 Toldi István (Kupuszina, Szerbia) kertész, mesemondó, „A népmese örökség határon túli ápolásáért”
552.	 Tölly Julianna (Felsőőr, Ausztria) hivatalnok, irodaigazgató, „Az ausztriai magyar kultúra határon túli ápolása érdekében kifejtett életművéért”
553.	 Vajda László (Tiszaeszlár) kovács, „A népművészet ápolásáért”
554.	 Volentics Gyula (Sződ) helytörténeti kutató, „A kulturális örökség ápolásáért”

## Posztumusz A Magyar Kultúra Lovagja
555.	 Dr. Bereczki Imre (Dévaványa) helytörténész, „A kulturális örökség megmentéséért”